# فوت-پوند (انرژی)
فوت-پوند (نشانه: ft·lbf or یا·lbf)، یک واحد اندازه‌گیری کار یا انرژی در مهندسی و جاذبه زمین در هر دو سیستم دستگاه آمریکایی و دستگاه امپراتوری است.

## تبدیل به سایر یکاها

### یکاهای انرژی
یک فوت-پوند برابر است با:
- ۱٫۳۵۵۸۱۷۹۴۸۳۳۱۴ ژول
- ۱۳۵۵۸۱۷۹٫۴۸۳۳۱۴ ارگ (یکا)
- ۰٫۰۰۱۲۸۵۰۶۷ یکای بریتانیایی حرارت
- ۰٫۳۲۳۸۳۲ gram کالری
- ۰٫۰۰۰۳۲۳۸۳۲ کیلوگرم کالری

### یکاهای قدرت
- ۱ وات ≈ ۴۴٫۲۵۳۷۲۸۹۶ ft·lbf/min = ۰٫۷۳۷۵۶۲۱۴۹۳۳۳ ft·lbf/sec
- ۱ اسب بخار (mechanical) = ۳۳٬۰۰۰ ft·lbf/min = ۵۵۰ ft·lbf/s